# Réserve naturelle nationale de l'étang de la Mazière
Pour les articles homonymes, voir Mazière.
La réserve naturelle nationale de l'étang de la Mazière (RNN76) est une réserve naturelle nationale du Lot-et-Garonne. Créée en 1985 par Alain Dal Molin (1947-2015), elle occupe une surface de 102 ha et protège un étang (bras mort de la Garonne).

## Localisation

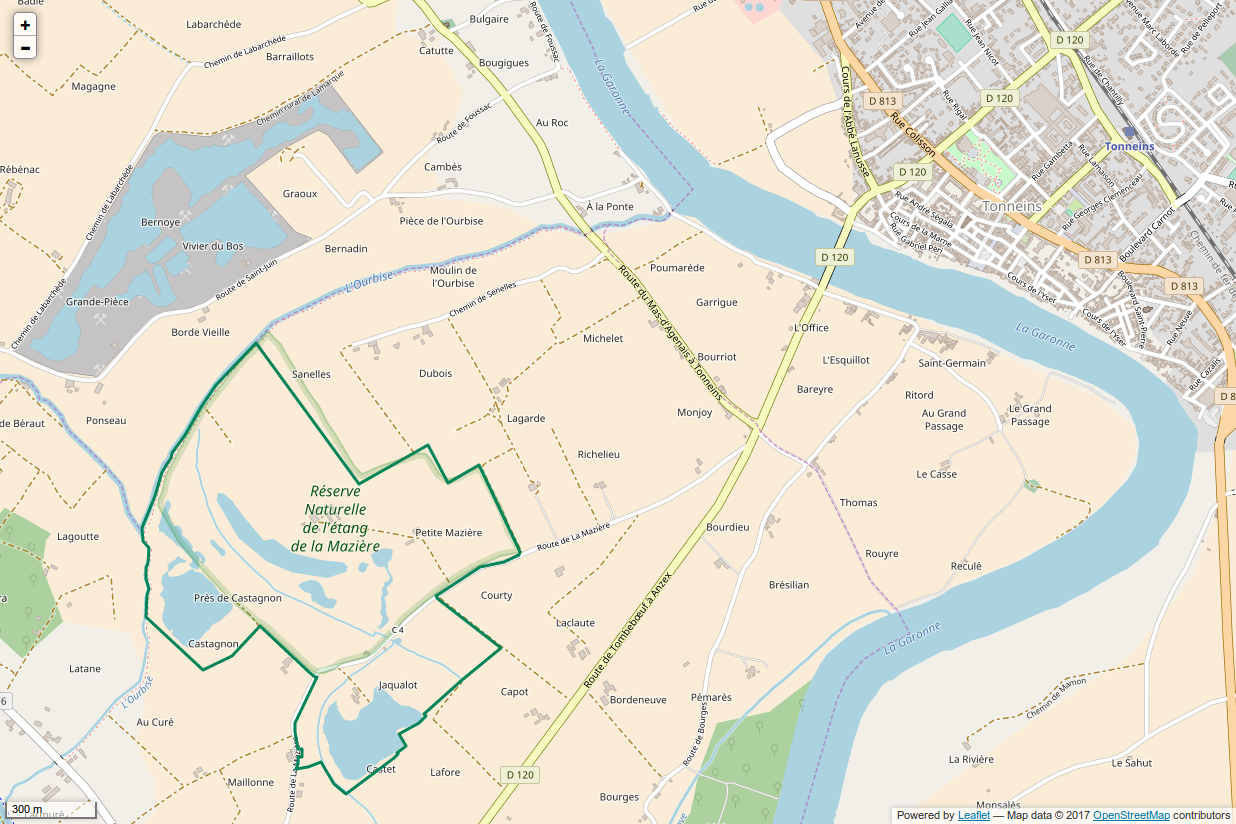
Périmètre de la réserve naturelle.

Située sur la commune de Villeton entre Agen et Marmande, la réserve naturelle protège un étang et ses abords et occupe 102 ha.

## Histoire du site et de la réserve

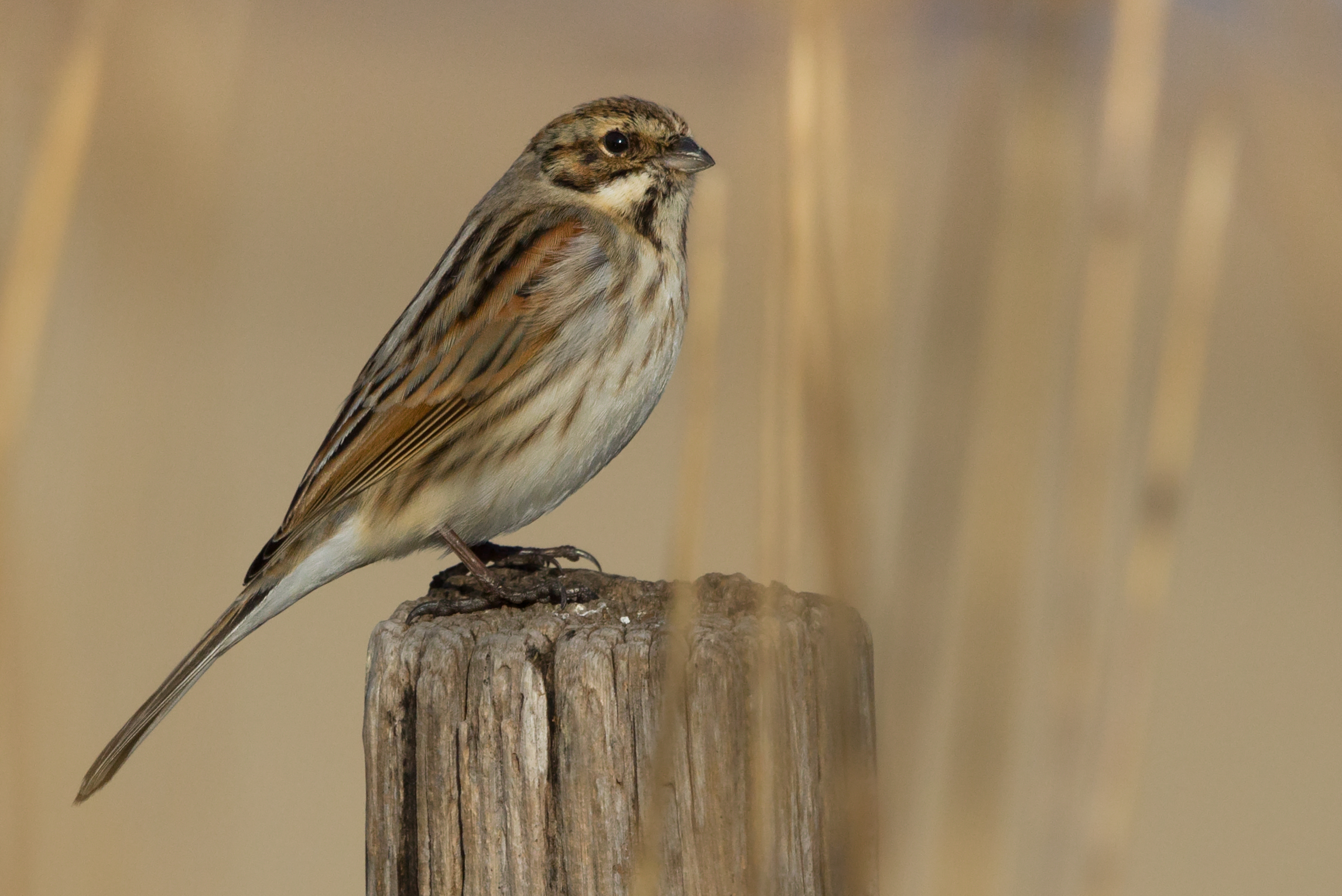
Bruant des roseaux

L'étang de la Mazière correspond à un ancien méandre de la Garonne isolé au milieu de la plaine alluviale dominée par l'agriculture intensive. Après plusieurs tentatives d’assèchement et un remembrement drastique entre 1968-1971, cet ancien bras ou « Gaule » est classé en RNN en 1985. Il abrite une importante colonie de bruants des roseaux.

## Écologie (biodiversité, intérêt écopaysager…)
Le site forme une mosaïque de milieux (étang, bois humide, roselière, gravières, friche pâturée) qui constituent un attrait pour les oiseaux et la faune aquatique. Plus de 70 espèces d'oiseaux dont le loriot d'Europe, le milan noir et la rousserolle effarvatte nichent en son sein.
Chaque année, le gestionnaire procède en outre au baguage de nombreuses espèces d’oiseaux migratrices. Plus de 230 espèces d’oiseaux ont été observées sur le site depuis sa création.
On trouve également dans la faune recensée 18 espèces de reptiles et d’amphibiens dont la rainette méridionale, la grenouille agile, le pélodyte ponctué et la cistude d'Europe. Celle-ci fait l'objet d'un suivi particulier. En 2006, la population était de 27 individus. En 2010, 71 cistudes de deux ans ont été lâchées dans la réserve. 27 l’ont été sur l’autre site et une centaine seront relâchées entre 2011 et 2012.
Les inventaires naturalistes menés depuis 1985 ont également permis de répertorier 50 espèces de mammifères dont 9 de chiroptères, 47 espèces d'odonates, 356 espèces de plantes et plus de 1000 espèces d’insectes sur le site.

## Intérêt touristique et pédagogique
Le site dispose d'une Maison de la Réserve ainsi que d'un observatoire ornithologique.
La réserve n'est pas libre d'accès, les visites se faisant avec des employés de celle-ci.

## Administration, Plan de gestion, règlement
La réserve naturelle est gérée par l'association SEPANLog, section départementale de la SEPANSO pour le Lot-et-Garonne.

### Outils et statut juridique
La réserve naturelle a été créée par un décret ministériel du 19 juin 1985, instaurant une superficie de 68 ha d'espace protégé. Un arrête préfectoral de 2014 porte la superficie totale du site à 102 ha.